# La Celle-en-Morvan
Pour les articles homonymes, voir La Celle.
La Celle-en-Morvan est une commune française située dans le département de Saône-et-Loire, en région Bourgogne-Franche-Comté.

## Géographie
Située entre Autun et Chateau-Chinon, cette commune très représentative du Morvan nous charme avec une des plus belles roseraies de France.
Sur le territoire de la commune est partiellement implantée une forêt domaniale : la forêt de Glenne (contenance totale : 439,10 ha), qui mêle conifères et feuillus.

### Géologie
La commune repose sur le gisement de schiste bitumineux d'Autun daté de l'Autunien (−299 et −282 millions d'années),.

### Climat
Pour des articles plus généraux, voir Climat de la Bourgogne-Franche-Comté et Climat de Saône-et-Loire.
En 2010, le climat de la commune est de type climat des marges montargnardes, selon une étude du Centre national de la recherche scientifique s'appuyant sur une série de données couvrant la période 1971-2000. En 2020, Météo-France publie une typologie des climats de la France métropolitaine dans laquelle la commune est exposée à un climat océanique altéré et est dans la région climatique Lorraine, plateau de Langres, Morvan, caractérisée par un hiver rude (1,5 °C), des vents modérés et des brouillards fréquents en automne et hiver.
Pour la période 1971-2000, la température annuelle moyenne est de 10,5 °C, avec une amplitude thermique annuelle de 16,5 °C. Le cumul annuel moyen de précipitations est de 1 061 mm, avec 13 jours de précipitations en janvier et 8 jours en juillet. Pour la période 1991-2020, la température moyenne annuelle observée sur la station météorologique de Météo-France la plus proche, « Autun », sur la commune d'Autun à 11 km à vol d'oiseau, est de 10,7 °C et le cumul annuel moyen de précipitations est de 857,2 mm. 
La température maximale relevée sur cette station est de 40 °C, atteinte le 12 août 2003 ; la température minimale est de −18,3 °C, atteinte le 20 décembre 2009,,.
Les paramètres climatiques de la commune ont été estimés pour le milieu du siècle (2041-2070) selon différents scénarios d'émission de gaz à effet de serre à partir des nouvelles projections climatiques de référence DRIAS-2020. Ils sont consultables sur un site dédié publié par Météo-France en novembre 2022.

## Urbanisme

### Typologie
Au 1er janvier 2024, La Celle-en-Morvan est catégorisée commune rurale à habitat dispersé, selon la nouvelle grille communale de densité à sept niveaux définie par l'Insee en 2022.
Elle est située hors unité urbaine. Par ailleurs la commune fait partie de l'aire d'attraction d'Autun, dont elle est une commune de la couronne,. Cette aire, qui regroupe 42 communes, est catégorisée dans les aires de moins de 50 000 habitants,.

### Occupation des sols
L'occupation des sols de la commune, telle qu'elle ressort de la base de données européenne d’occupation biophysique des sols Corine Land Cover (CLC), est marquée par l'importance des forêts et milieux semi-naturels (55,1 % en 2018), une proportion sensiblement équivalente à celle de 1990 (55,4 %). La répartition détaillée en 2018 est la suivante : forêts (55,1 %), prairies (40 %), zones agricoles hétérogènes (2,5 %), zones urbanisées (2,4 %). L'évolution de l’occupation des sols de la commune et de ses infrastructures peut être observée sur les différentes représentations cartographiques du territoire : la carte de Cassini (XVIIIe siècle), la carte d'état-major (1820-1866) et les cartes ou photos aériennes de l'IGN pour la période actuelle (1950 à aujourd'hui).

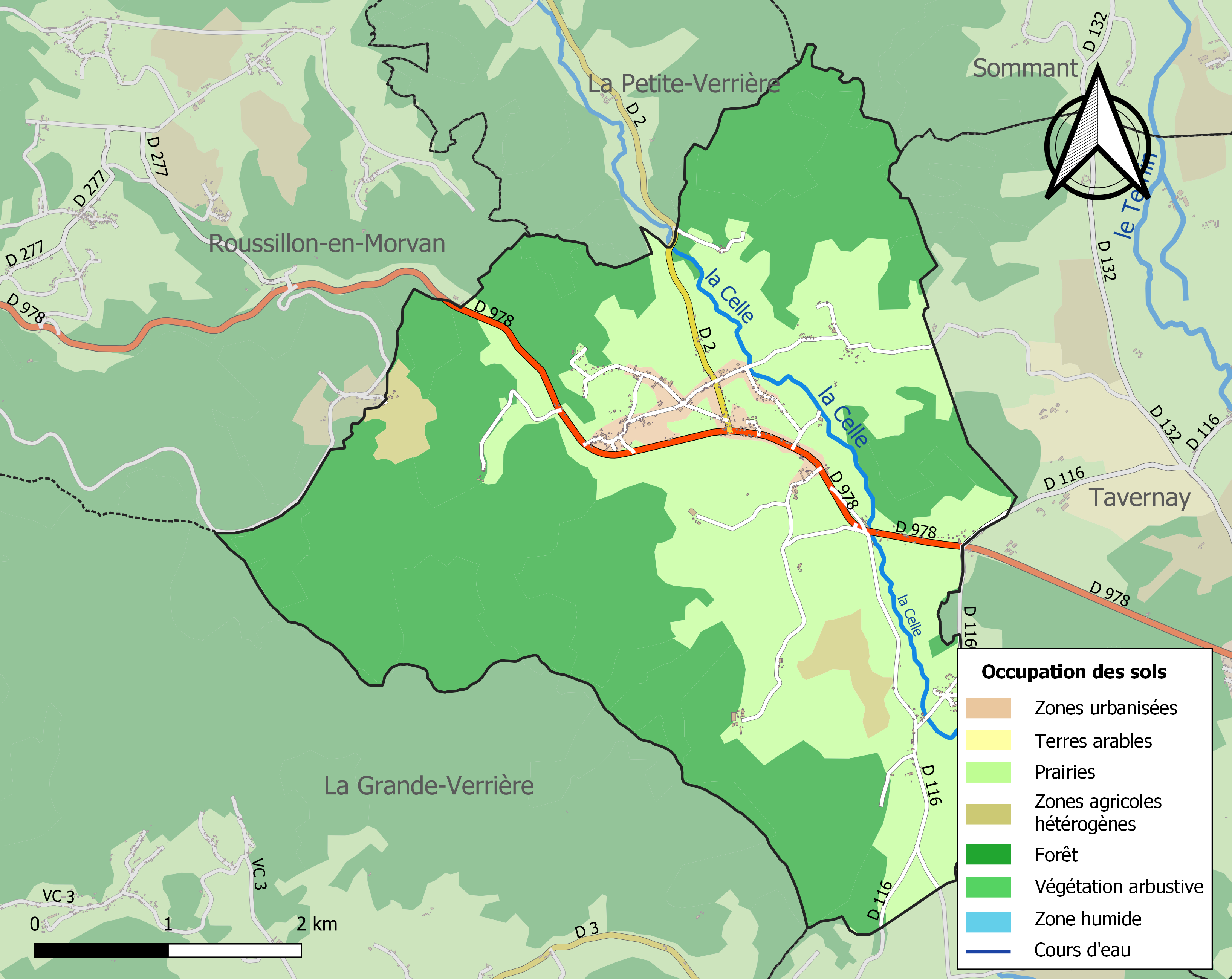
Carte des infrastructures et de l'occupation des sols de la commune en 2018 (CLC).

### Morphologie urbaine
Liste de hameaux :
les Ravatins
Roseraie
Belletaine
Dont le nom vient, de Beltaine, fête religieuse gauloise, en rapport avec Belenos, Lug, et Belisama site aujourd'hui détruit, était une seigneurie dépendant de l'abbaye de Saint-Martin d'Autun, dont Hérard de la Boulaye, fait reconnaissance de fief en 1397, pour un meix, un pré dit Notre-Dame, tenant au pré de Jean de Beaulvegier, un issart dit de Vaulion, tenant de lui et de l'autre à la terre du monastère. En 1437, un dénombrement identique de Guillaume de Barnay, à cause de sa femme qui était sûrement la fille et l'héritière d'Hérard de la Boulaye.
Vaulion
Près de Sommant, au-dessus de la vallée, il existe sur une butte l'emplacement d'un château dit « Rochelion ».

## Histoire
La « celle » est un terme médiéval désignant la cellule d’un ermite. L'une des plus anciennes mentions de La Celle-en-Morvan évoque une « celle sancti mederici » : celle de saint Médéric, dit aussi saint Merry, né au VIIe siècle dans une noble famille éduenne, abbé de l'abbaye de Saint-Martin d'Autun qui se retira comme ermite, mais qu’on vint rechercher ; il partit pour Paris où il mourut dans une grande réputation de sainteté. Il donna son nom à une paroisse de Paris. Sa retraite en Morvan devait se trouver à proximité de l’église de la Celle, au flanc de la montagne, où se trouve une « fontaine Saint-Merry », recherchée autrefois pour accorder la fécondité aux femmes stériles.
En avril 1164, le pape Alexandre III, réfugié en France, confirme dans une bulle remise à l'abbaye de Saint-Martin d'Autun, la possession du patronage de la cure :  Ecclesiam de Cella.. Cette abbaye possède sur ses terres de la Celle du droit de haute, moyenne et basse justice d'ancienneté. En 1260, Jean de Châtillon-en-Bazois, fait aveu à l'abbaye de Saint-Martin d'Autun, pour ses fiefs de La Celle-en-Morvan et de Sommant, et à l'évêque pour la châtellenie de Glaine, ou  Glenne.
Il faut toutefois préciser que l'orthographe de cette commune avant 1960 était La Selle, nom de la rivière qui la traverse (elle-même désormais orthographiée Celle). Ceci explique la position aberrante de la commune dans la numérotation INSEE des communes du département où elle est classée entre Savigny-sur-Seille et Semur-en-Brionnais au lieu d'être inscrite entre Buxy et Céron.
Un filon de fluorine (pierre de couleur verte employée dans la construction) fut exploité pendant plus d'un siècle, des années 1860 aux années 1980 (mines exploitées par la commune).

### Le Tacot du Morvan
Au début du XXe siècle, la commune était desservie par une des lignes du Tacot du Morvan : le chemin de fer d'Autun à Château-Chinon.
Elle disposait d'une gare située au point kilométrique 11,252 de la ligne, qui servait également de desserte à la commune voisine de Roussillon, ainsi que d'une halte facultative au hameau de Polroy.
Le trafic voyageurs fut stoppé le 31 juillet 1931, remplacé par un service d'autocars. La ligne, fermée définitivement en 1936, fut démontée entièrement en 1939.

## Politique et administration
| Période                                  | Période   | Identité            | Étiquette | Qualité |
| ---------------------------------------- | --------- | ------------------- | --------- | ------- |
| juin 1995                                | mars 2001 | Francette Guibourt  |           |         |
| mars 2001                                | mars 2008 | Jacqueline Roullot  |           |         |
| mars 2008                                | en cours  | Anne-Marie Mariller |           |         |
| Les données manquantes sont à compléter. |           |                     |           |         |

## Démographie
L'évolution du nombre d'habitants est connue à travers les recensements de la population effectués dans la commune depuis 1793. Pour les communes de moins de 10 000 habitants, une enquête de recensement portant sur toute la population est réalisée tous les cinq ans, les populations de référence des années intermédiaires étant quant à elles estimées par interpolation ou extrapolation. Pour la commune, le premier recensement exhaustif entrant dans le cadre du nouveau dispositif a été réalisé en 2008.

En 2022, la commune comptait 461 habitants, en évolution de −5,14 % par rapport à 2016 (Saône-et-Loire : −1,06 %, France hors Mayotte : +2,11 %).
| 1793 | 1800 | 1806 | 1821 | 1831 | 1836 | 1841 | 1846 | 1851 |
| ---- | ---- | ---- | ---- | ---- | ---- | ---- | ---- | ---- |
| 562  | 577  | 568  | 629  | 614  | 691  | 766  | 806  | 834  |

| 1856 | 1861 | 1866 | 1872 | 1876 | 1881 | 1886 | 1891 | 1896 |
| ---- | ---- | ---- | ---- | ---- | ---- | ---- | ---- | ---- |
| 811  | 861  | 864  | 849  | 858  | 898  | 816  | 834  | 771  |

| 1901 | 1906 | 1911 | 1921 | 1926 | 1931 | 1936 | 1946 | 1954 |
| ---- | ---- | ---- | ---- | ---- | ---- | ---- | ---- | ---- |
| 728  | 680  | 646  | 608  | 794  | 544  | 518  | 460  | 418  |

| 1962 | 1968 | 1975 | 1982 | 1990 | 1999 | 2006 | 2008 | 2013 |
| ---- | ---- | ---- | ---- | ---- | ---- | ---- | ---- | ---- |
| 421  | 423  | 397  | 421  | 517  | 502  | 457  | 446  | 484  |

| 2018 | 2022 | - | - | - | - | - | - | - |
| ---- | ---- | - | - | - | - | - | - | - |
| 475  | 461  | - | - | - | - | - | - | - |

## Culture locale et patrimoine

### Lieux et monuments
- Château de la Vesvre.

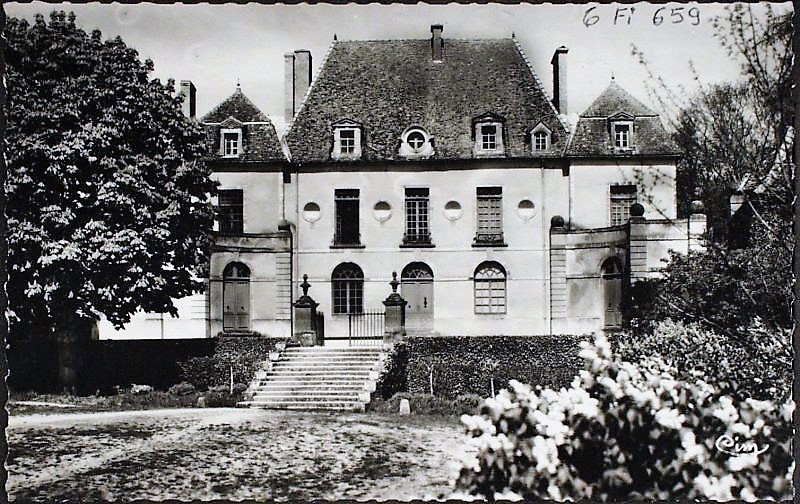
Château de la Vesvre.

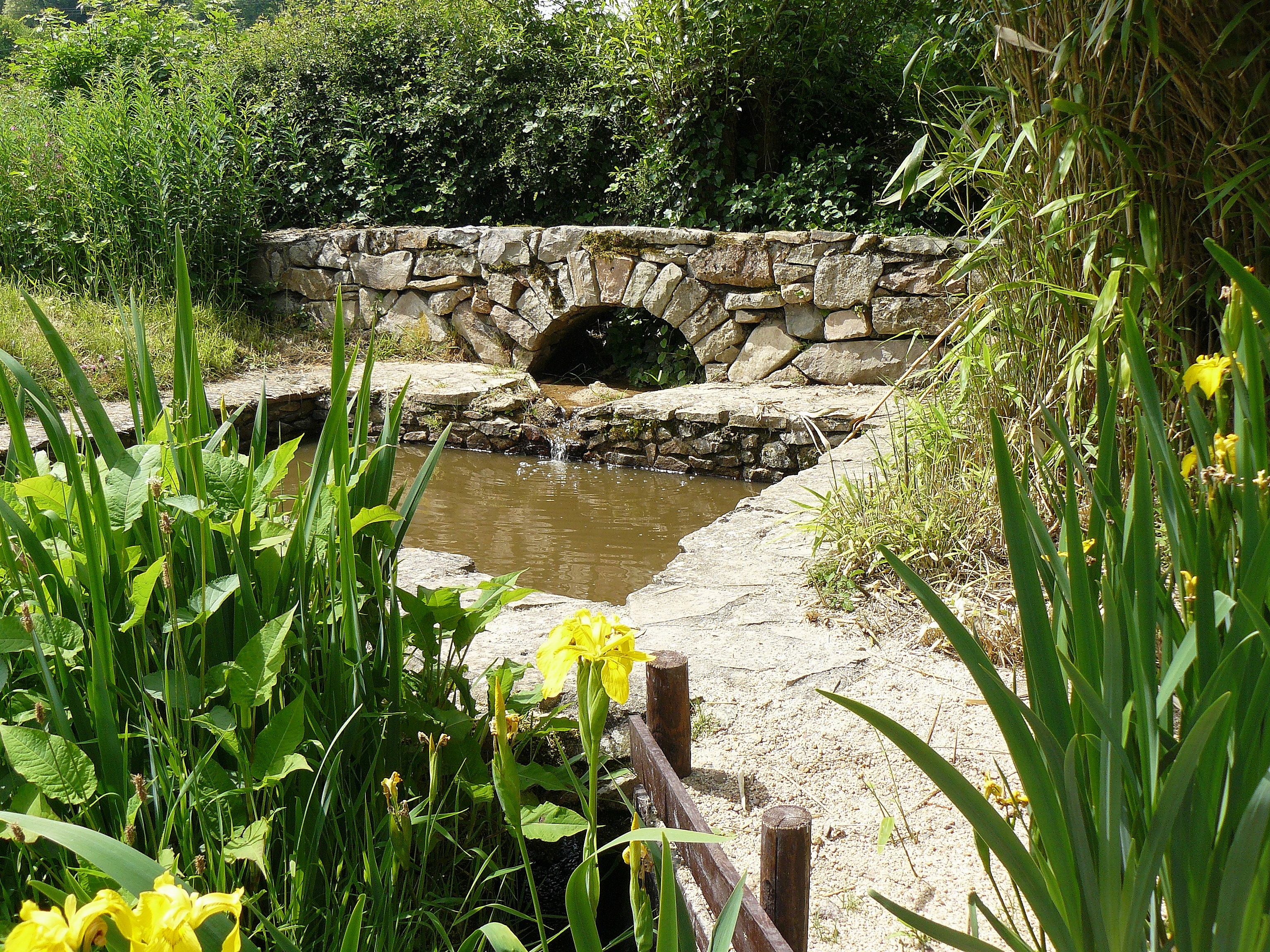
Lavoir restauré à La Celle-en-Morvan.

- La roseraie des Villages de France au hameau, es Ravatins (propriété communale).

## Pour approfondir